# Kare-san-sui

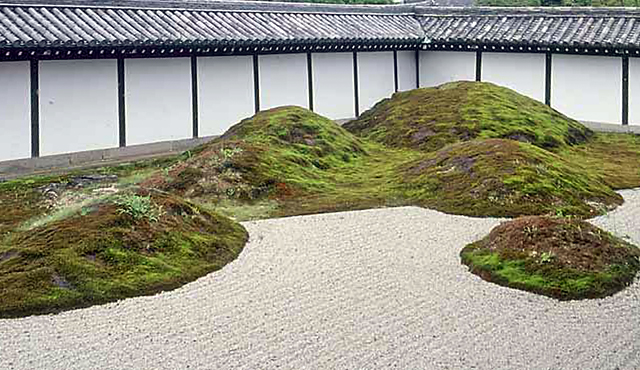
Kare-san-sui-Zengarten im Tōfuku-Tempel (Tōfuku-ji), Kyōto

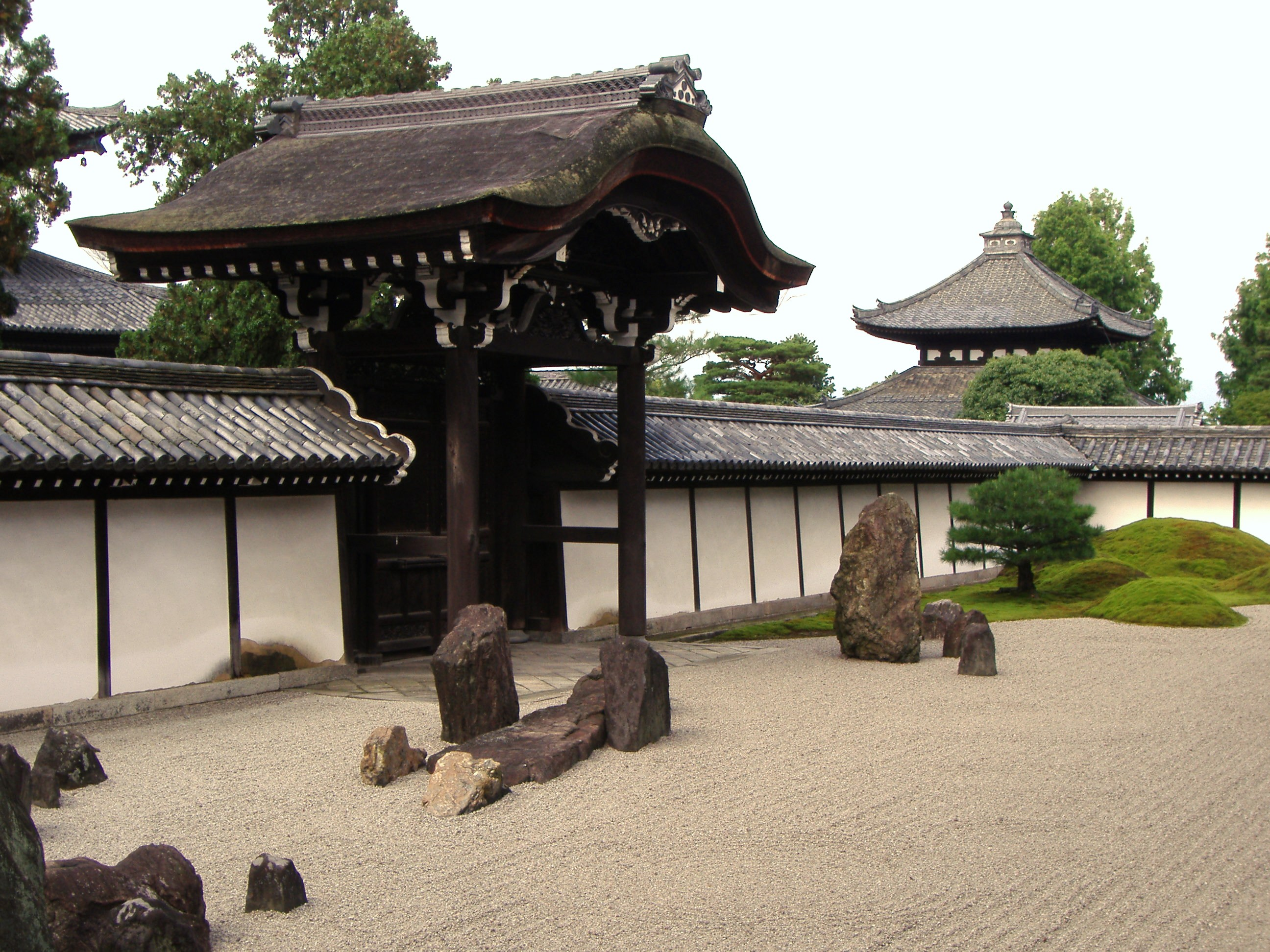
Steingarten im Tōfuku-Tempel

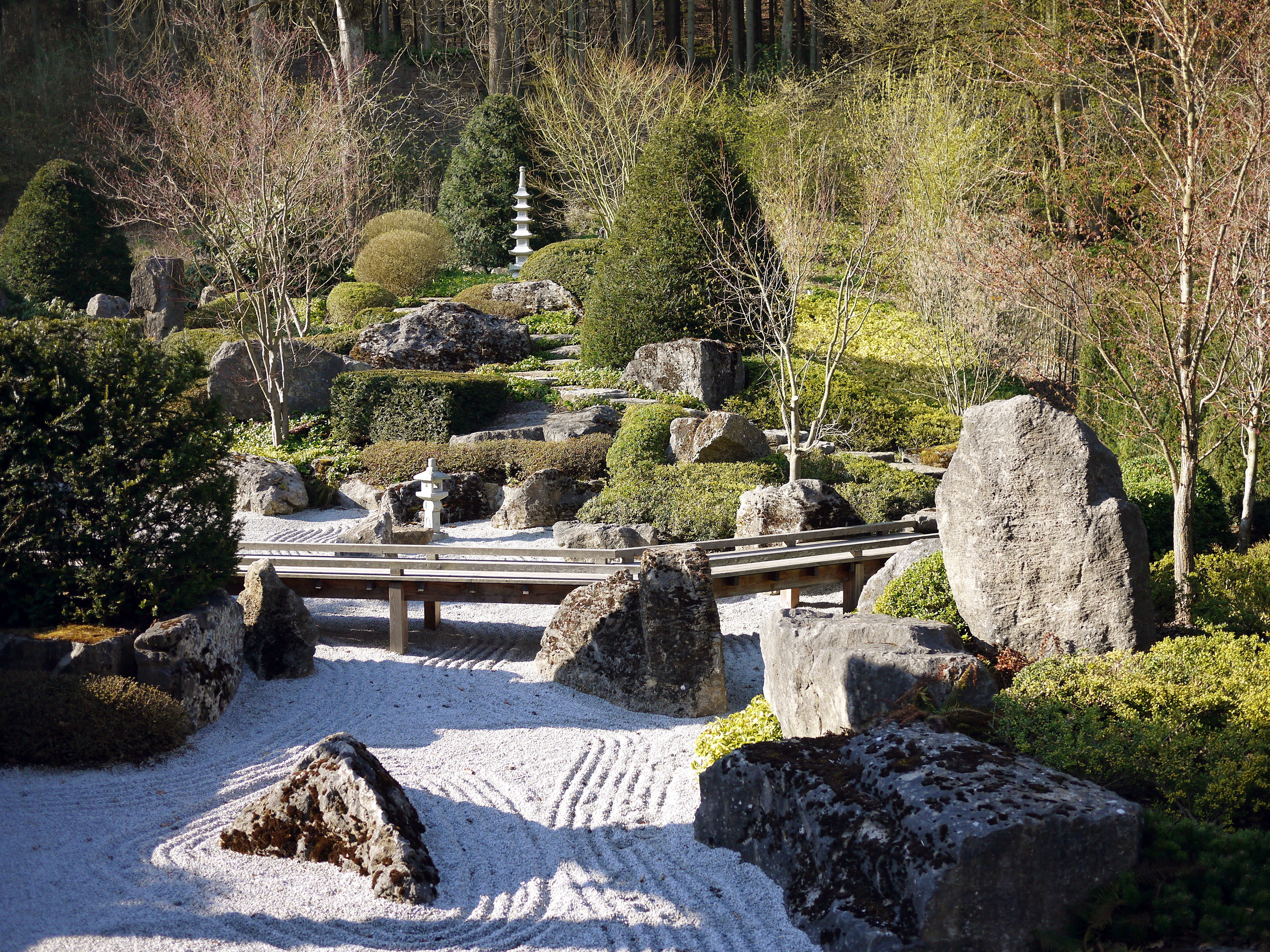
Zengarten des Klosters Holzkirchen

Kare-san-sui (jap. 枯山水, dt. „trockene Landschaft“ bzw. 涸山水 „ausgetrocknete Landschaft“), auch Kasansui (仮山水 „unechte Landschaft“), Furusansui (故山水 „alte Landschaft“) oder Arasensui (乾泉水 „Trockenteich“), ist ein japanischer Steingarten, eine Sonderform des japanischen Gartens. Diese umgangssprachlich häufig auch Zengarten genannte Gartenform bezeichnet man auch als „Trockengarten“ oder „Trockenlandschaftsgarten“, da sie lediglich aus Kies, Steinen und Felsbrocken besteht. Mit Ausnahme von Moos werden keine Pflanzen verwendet. Wasser ist durch wellenförmige Strukturen in Kies- oder Sandflächen angedeutet.
Sowohl das Rechen dieser Felsengärten durch Zen-Mönche und -Nonnen als auch die Betrachtung der Kare-san-sui gilt im Zen-Buddhismus als Teil der Meditation.
Der Zen-Buddhismus wurde gegen Ende des 12. Jahrhunderts in Japan eingeführt und erfreute sich rasch großer Beliebtheit, insbesondere unter den Samurai und Kriegsherren, die seine Lehren der Selbstdisziplin sehr schätzten. Die Gärten der frühen Zen-Tempel in Japan wiesen eine Ähnlichkeit zu den chinesischen Gärten jener Zeit auf, die durch die Anwesenheit von Seen und Inseln gekennzeichnet waren. Im 14. und 15. Jahrhundert entstand in Kyoto an den bedeutenden Zen-Tempeln eine neuartige Gartenart. Die Zen-Gärten waren so konzipiert, dass sie die Meditation fördern. Michel Baridon stellte fest, dass die Natur, wenn man sie auf ihre abstrakten Formen reduzierte, die tiefsten Gedanken durch ihre einfache Anwesenheit vermitteln konnte. „Die Steinkompositionen, die bereits in China üblich waren, wurden in Japan zu wahren versteinerten Landschaften, die in der Zeit zu schweben schienen, wie in bestimmten Momenten des No-Theaters, das aus der gleichen Zeit stammt.“

## Elemente

### Linienmuster

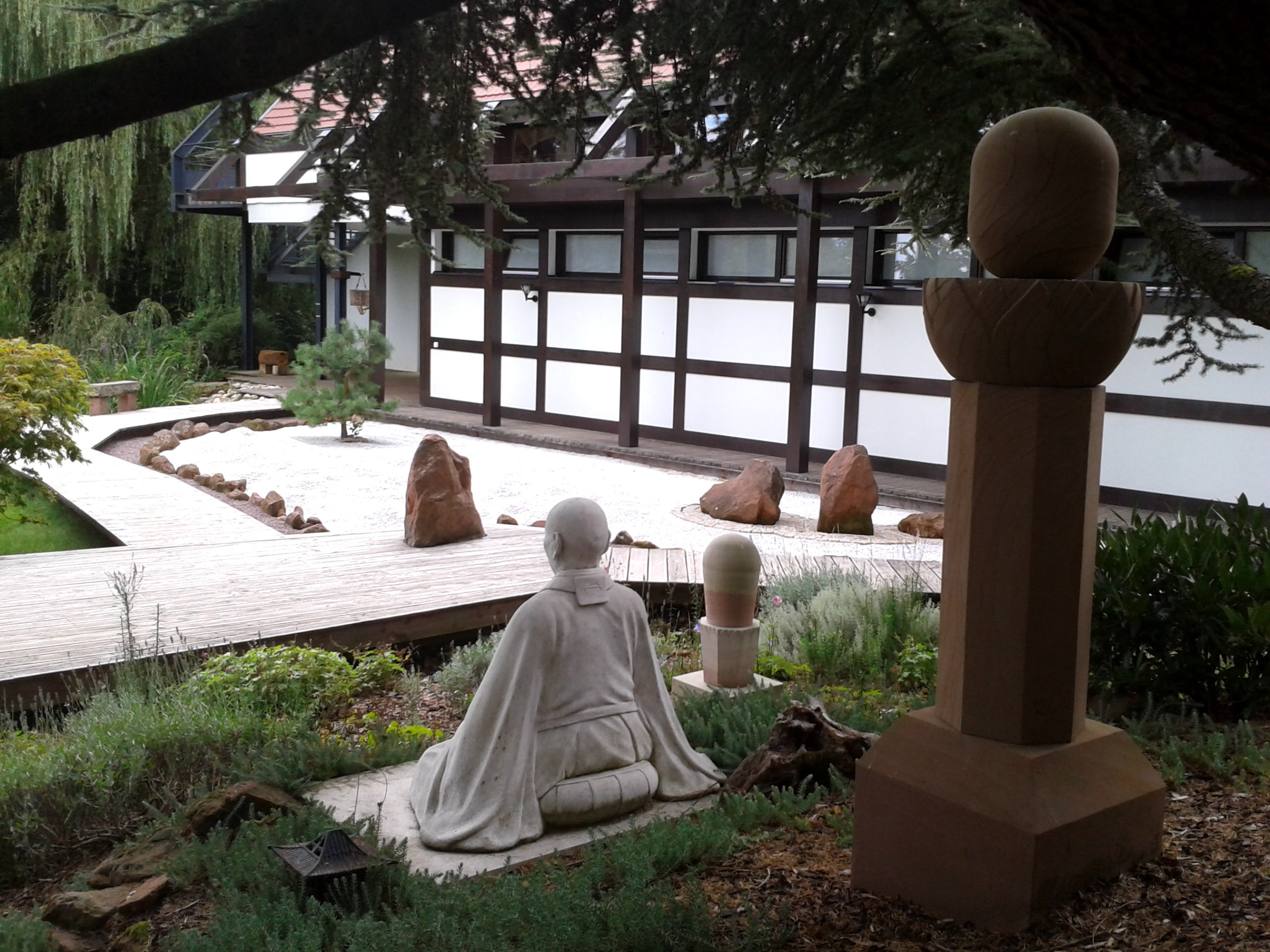
Skulptur des Zen-Meisters Taisen Deshimaru im Zen-Garten des Tempels Kosan Ryumonji in Weiterswiller in Frankreich

Geschwungene Linien, die in den Kies- oder Sandflächen mit dem Holzrechen mehr oder weniger tief und breit gezogen werden, symbolisieren gewöhnlich natürliche Strukturen wie Bäche oder andere Gewässer. Wichtig hierbei ist, dass möglichst kein Anfang oder Ende der Linien zu sehen ist. Die Muster sollten so angelegt werden, dass die Linien ineinander übergehen und die Steinsetzungen hervorgehoben werden. Daneben gibt es Gärten mit streng geometrischen Mustern.
Gerade Linien stehen für das ruhige Fließen eines Flusses, Wellenmuster für die Bewegungen des Meeres. In der Gestaltung von Außenanlagen erfreuen sich Kombinationen aus geraden Linien sowie Kreis- und Wellenmustern großer Beliebtheit, insbesondere in der Bepflanzung einzelner Felsen oder Büsche.

### Steine
Im Kare-san-sui spielen Steine eine entscheidende Rolle. Sie symbolisieren Berge, Inseln oder Wasserfälle und verleihen dem Garten Ruhe, Präsenz und eine meditative Ausstrahlung. Die Anordnung erfolgt bewusst unregelmäßig und in ungerader Zahl (meist fünf oder sieben), um die Natürlichkeit und Asymmetrie der Natur nachzuahmen. Die Steine bilden das „Gerüst“ des Gartens, um das die Kies- oder Sandmuster als stilisierte Wasserlinien herumgeführt werden. In dieser Komposition stehen die Steine im Fokus der Betrachtung und Meditation.

## Schreine und Tempel mit Steingärten

### Ryōan-ji

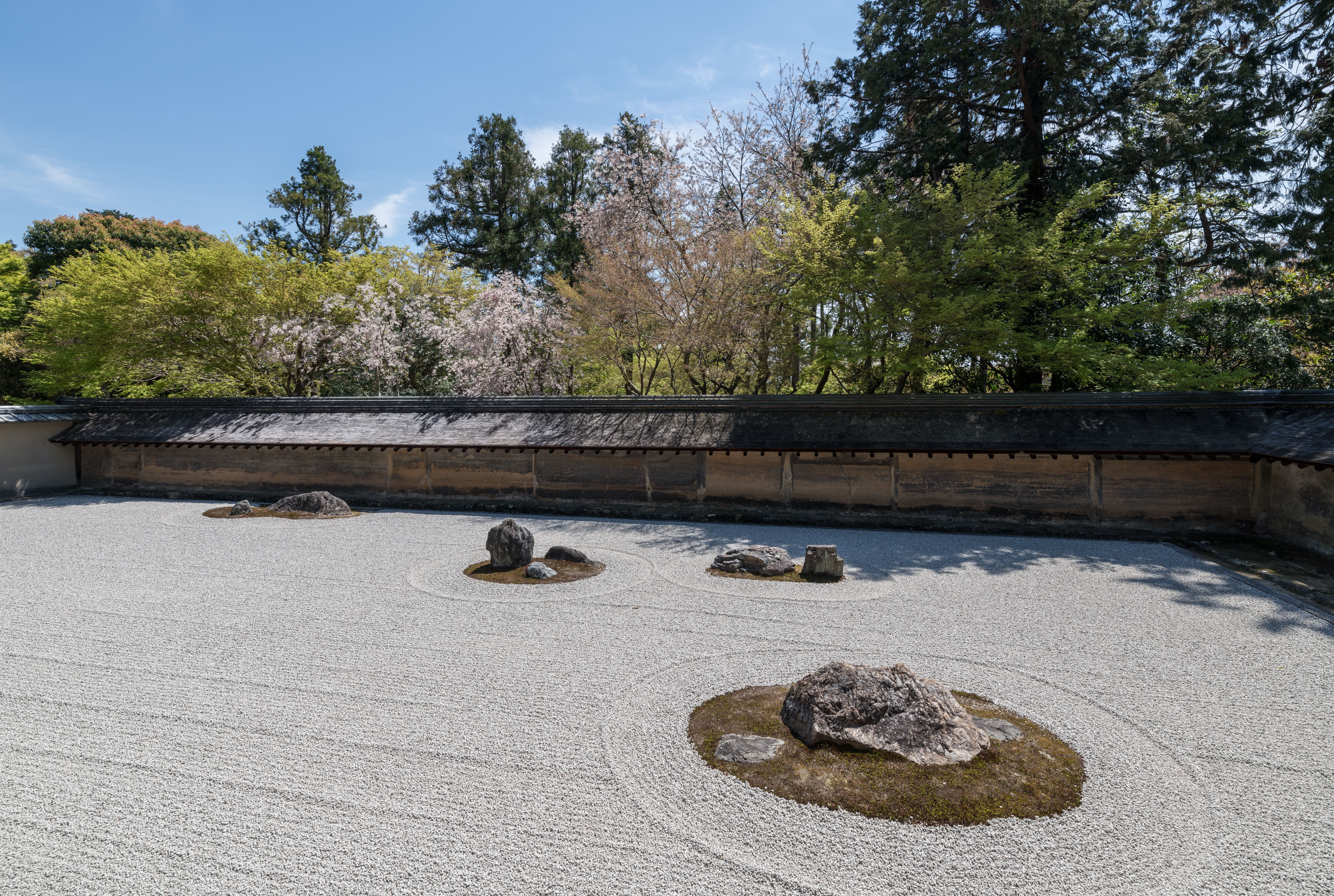
Zen-Garten des Ryōan-ji. Die Wand, die durch das Alter mit feinen braunen und orangefarbenen Tönen bedeckt ist, spiegelt das ästhetische Konzept Wabi wider, der Steingarten (Kare-san-sui) das dazugehörige Sabi.

Der Ryōan-ji in Kyoto ist der berühmteste Zen-Garten und wurde im späten 15. Jahrhundert erbaut. In ihm wurde der Zen-Garten zum ersten Mal rein abstrakt gestaltet. Der Garten präsentiert sich in einer rechteckigen Form mit. In der Vertiefung befinden sich fünfzehn Steine unterschiedlicher Größe, die sorgfältig in fünf Gruppen angeordnet sind: eine Gruppe von fünf Steinen, zwei Gruppen von drei und zwei Gruppen von zwei Steinen. Die Steine sind von weißem Kies umgeben, der täglich von den Mönchen sorgfältig geharkt wird. Die einzige Vegetation im Garten besteht aus Moos, das sich um die Steine herum befindet. Die Betrachtung des Gartens erfolgt von der Veranda des Hōjō aus, der Residenz des Abtes des Klosters. Die Wirkung des Gartens des Ryōan-ji in Kyoto könnte nach neueren Forschungsergebnissen auf der nur scheinbar zufälligen Anordnung der Steine beruhen.

### Liste von Steingärten
In Kyoto:
- Daitokuji
- Jishoji
- Jisso-in
- Myoshinji
- Rozan-ji
- Ryoanji
- Tofukuji

Außerhalb von Kyoto:
- An'yō-in (Kobe)
- Bingo-Ankokuji (Fukuyama)
- Harima Ankokuji (Kato, Hyogo)
- Jōmyō-ji (Kamakura)
- Kinbyōzan Zuisenji (Kamakura)
- Kōmyōzen-ji (Fukuoka)
- Shitennoji (Osaka)

## Miniatur

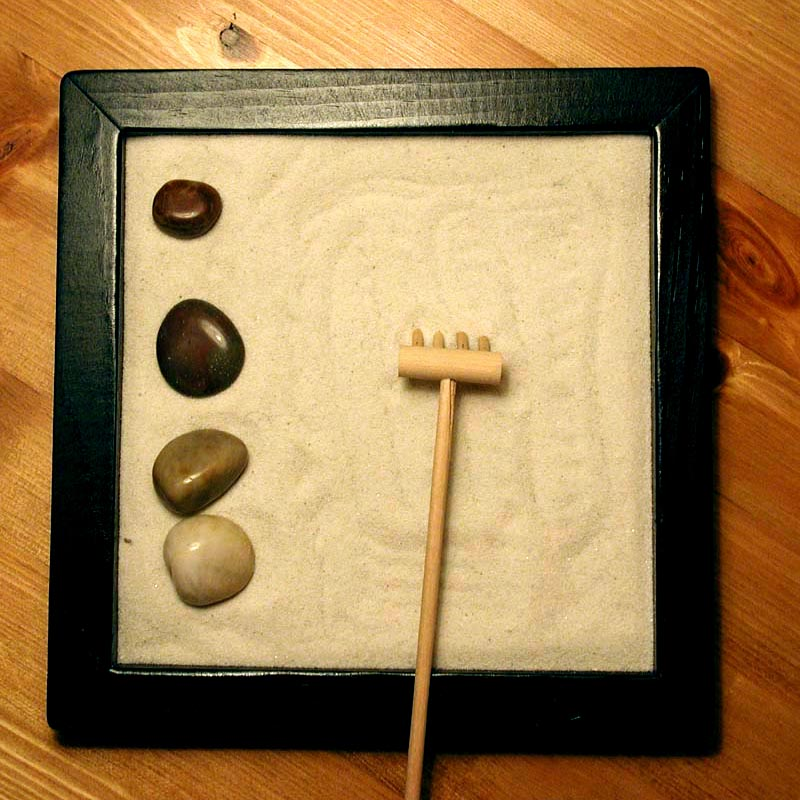
Ein kleiner Zengarten

Zengarten-Miniaturen, die der Entspannung dienen und zur spielerischen Meditation einladen, sind jüngere Entwicklungen. Sie bestehen meist aus einem rechteckigen Rahmen, in dem sich grob- bis feinkörniger Sand sowie Steine oder farbige Halbedelsteine befinden. Dazu gehört in der Regel eine kleine hölzerne Harke, mit der die Sandfläche strukturiert werden kann.